# Long Tall Sally
Long Tall Sally ist ein Lied des US-amerikanischen Rock-’n’-Roll-Sängers Little Richard aus dem Jahr 1956. Es wurde eines seiner bekanntesten Lieder und entwickelte sich zu einem Genreklassiker, was Ausdruck in zahlreichen Coverversionen findet. Komponiert wurde Long Tall Sally von Robert Blackwell und Little Richard, die Idee zum Song steuerte Enotris Johnson bei.

## Entstehung

Bootleg-LP von Redita Records mit alternativem Track von Long Tall Sally von einer Session im November 1955

Little Richards Hit Tutti Frutti auf dem Label Specialty Records vom Oktober 1955 wurde sehr erfolgreich von Pat Boone gecovert. Der Produzent Robert Blackwell und Little Richard beschlossen daher, ein so schnelles Lied zu komponieren, das Boone unmöglich covern könnte.
Nach einem Bericht von Blackwell stellte ihm die Radiomoderatorin Honey Chile die etwa 16-jährige Enotris Johnson vor, die ihm ein Lied anbot, das Little Richard singen sollte. Von den zu erwartenden Einnahmen wollte Johnson die Behandlung einer erkrankten Tante bezahlen. Letztlich stellte sich heraus, dass das Lied nur aus wenigen Zeilen bestand:
“Saw Uncle John with Long Tall Sally
They saw Aunt Mary comin’
So they ducked back in the alley”
Blackwell wollte die Moderatorin nicht verärgern, nahm das Angebot an und stellte den Text Little Richard vor. Nach anfänglichem Zögern willigte dieser ein, nachdem er Gefallen an der Zeile „ducked back in the alley“ gefunden hatte, welche sich nur schwer schnell singen lässt. Little Richard übte nun, den Text so schnell wie möglich zu singen. Gemeinsam mit Blackwell wurde das Lied mit weiteren Strophen und Refrain vervollständigt. Insbesondere die Hookline We’re Gonna Have Some Fun Tonight trägt die Komposition.
Einem anderen Bericht zufolge handelte es sich bei Enotris Johnson um den Ehemann von Ann Johnson, einer Klubbesitzerin aus Little Richards Heimatstadt Macon, die den Sänger in dessen frühen Karriere unterstützte.
Eine erste Aufnahme fand am 29. November 1955 mit Guitar Slims Band im Studio Radio Recorders in Hollywood statt. Es spielten unter anderem Lloyd Lambert und Clarence Ford. Die unter dem Arbeitstitel The Thing archivierten Takes der Session erschienen aber erst 1989 auf einer Zusammenstellung aller Specialty-Aufnahmen Little Richards. Lediglich eine der Versionen wurde bereits 1972 auf dem Bootleg Rare Recordings veröffentlicht.
Am 10. Februar 1956 nahmen sich Little Richard und Bumps Blackwell erneut Long Tall Sally im J&M Studio in New Orleans vor. In der Besetzung Little Richard am Klavier und Gesang, Edgar Blanchard an der Gitarre, Frank Fields am Bass, Lee Allen am Tenorsaxophon, Alvin Tyler am Baritonsaxophon und Earl Palmer am Schlagzeug spielten die renommierten Sessionsmusiker des Studios. Long Tall Sally erschien im März 1956 als Single als Specialty 572.

## Erfolg und Bedeutung
In den R&B-Charts des Billboard-Magazins erreichte das Lied Platz eins. Kurz darauf gelang der Crossover in den Popmarkt, wo ein sechster Platz erreicht wurde. 1957 erschien Long Tall Sally als erstes Lied der B-Seite des Debütalbums von Little Richard Here’s Little Richard. Daraufhin platzierte sich der Song auch in den britischen Charts und drang bis Platz drei vor.
Pat Boone coverte Long Tall Sally trotz der hohen Geschwindigkeit. War es ihm mit seinem Cover von Tutti Frutti noch gelungen, den Originalinterpreten Little Richard in den Charts zu übertrumpfen, gelang ihm dies mit der Nachfolgesingle nicht mehr. Little Richard hatte sich als afroamerikanischer R&B-Interpret im genreunabhängigen Popmarkt etabliert und hat somit einen Beitrag zur Überführung des jungen Genres Rock ’n’ Roll in den musikalischen Mainstream geleistet.

## Version der Band The Beatles
Long Tall Sally gehörte zum Live-Repertoire der Band The Beatles. Paul McCartney trat dabei als Sänger hervor, wobei er sich stark von Little Richards Stil beeinflusst zeigte.

„Ich konnte Little Richards Stimme nachmachen, das ist eine verrückte heisere Kreischerei – wie eine außerkörperliche Erfahrung. Du musst dein augenblickliches Zartgefühl aufgeben und ungefähr dreißig Zentimeter über deinen eigenen Kopf hinaussteigen, um das singen zu können.“

Bereits 1957, also noch in den Tagen der Quarrymen, gehörte das Lied zum Repertoire der Gruppe. McCartney hatte das Lied schon als Schüler in der Schule auf den Partys vor den Schulferien gesungen. Es wurde am 1. März 1964 in den Abbey Road Studios in One Take aufgenommen. Das Stück blieb bis zur letzten Tournee im Jahr 1966 ein Bestandteil ihrer meisten Konzerte, wo es in der Regel als letztes Lied gespielt wurde. Auch beim letzten offiziellen Konzert der Gruppe am 29. August 1966 im Candlestick Park in San Francisco bildete es den Abschluss des Auftritts. Liveaufnahmen wurden auf den Alben The Beatles Live! At the Star-Club in Hamburg, Germany, 1962, The Beatles at the Hollywood Bowl, Live at the BBC und On Air – Live at the BBC Volume 2 veröffentlicht. Die Studioaufnahme entstand am 1. März 1964 in den Londoner Abbey Road Studios, wobei es gelang, gleich im ersten Take die perfekte Version zu erreichen, sodass keine weiteren Versuche erforderlich waren. Bei der Aufnahme spielten die Beatles in ihrer klassischen Besetzung mit Paul McCartney am Bass, George Harrison an der Leadgitarre, John Lennon an der Rhythmusgitarre und Ringo Starr am Schlagzeug. Das Klavier spielte ihr Produzent George Martin. Long Tall Sally erschien am 19. Juni 1964 auf einer gleichnamigen EP, die Platz eins der britischen EP-Charts erreichte. Für die BBC nahmen die Beatles Long Tall Sally im Zeitraum von April 1963 bis Juli 1964 insgesamt sieben Versionen auf. Während der Titel in Europa – mit Ausnahme von Deutschland – erst spät auf Alben veröffentlicht wurde (im Juni 1976 auf der Kompilation Rock ’n’ Roll Music und im November 1978 auf der Kompilation Rarities), erschien er in den USA bereits im April 1964 auf der Capitol-Records-LP The Beatles’ Second Album. Zudem hatte Capitol eine Stereoversion des Liedes abgemischt, während die britische Fassung nur als Monoversion erschien. Auf CD wurde das Lied erstmals im März 1988 auf der Kompilation Past Masters veröffentlicht. In Deutschland wurde Long Tall Sally 1964 als Single veröffentlicht und erreichte einen Top-Ten-Platz, 1965 war das Lied auf der Kompilation The Beatles’ Greatest enthalten.

## Version der Band The Kinks
Im Januar 1964 entstand in den Londoner Pye Studios (von Pye Recording) unter der Leitung des Produzenten Shel Talmy die Studioaufnahme von Long Tall Sally der Kinks. Vorgeschlagen hatte den Titel Arthur Howe, damals der Agent der Band. Die Kinks hatten zwar Little-Richard-Stücke in ihrem Liveprogramm, aber Long Tall Sally gehörte bis dato nicht dazu. Das Arrangement ist deutlich ruhiger als die Originalfassung oder die Version der Beatles. Dave Davies erinnerte sich später, dass sie gerade einen Plattenvertrag bei Pye Records erhalten hatten, Pye aber nicht bereit war, viel in die unbekannte Gruppe zu investieren. So hätte man innerhalb von drei Stunden mehrere Stücke aufnehmen müssen. An der Aufnahme waren neben Dave Davies (Leadgitarre und Backing Vocals) noch Ray Davies (Gesang und Rhythmusgitarre), Pete Quaife (Bass und Backing Vocal) und der Studiomusiker Bobby Graham (Schlagzeug) beteiligt. Der Titel erschien am 7. Februar 1964 als Debütsingle der Gruppe. Auf der B-Seite befand sich die Ray-Davies-Komposition I Took My Baby Home. Die Single erreichte Platz 42 der britischen Single-Charts des Melody Maker.

## Weitere Coverversionen
Seit dem Jahr der Veröffentlichung erschienen zahlreiche Coverversionen von Long Tall Sally, darunter solche von Pat Boone, Elvis Presley, Eddie Cochran, The Tornados, The Chambers Brothers, Jerry Lee Lewis, Puhdys oder den Scorpions.